# Schio
Schio is een gemeente in de Italiaanse provincie Vicenza (regio Veneto) en telt 38.638 inwoners (31-12-2004). De oppervlakte bedraagt 67,0 km², de bevolkingsdichtheid is 577 inwoners per km².
De volgende frazioni maken deel uit van de gemeente: Aste, Cabrelle, Giavenale, Monte Magrè, Piane, Poleo, Santa Caterina, Santa Maria, San Rocco, Sant'Ulderico.

## Demografie
Schio telt ongeveer 16163 huishoudens. Het aantal inwoners steeg in de periode 1991-2001 met 3,0% volgens cijfers uit de tienjaarlijkse volkstellingen van ISTAT.
| Jaar | Inwoneraantal |
| ---- | ------------- |
| 1991 | 36.351        |
| 2001 | 37.444        |

## Geografie
De gemeente ligt op ongeveer 200 m boven zeeniveau.
Schio grenst aan de volgende gemeenten: Marano Vicentino, Monte di Malo, Posina, San Vito di Leguzzano, Santorso, Torrebelvicino, Valdagno, Valli del Pasubio, Velo d'Astico, Zanè.

## Geboren in Schio
- Anthony Louis Scarmolin (1890-1969), Italiaans-Amerikaanse componist
- Elena Berlato (1988), wielrenster
- Giacomo Berlato (1992), wielrenner